# Ms. Kelly
Ms. Kelly es el segundo álbum de estudio de la cantante R&B, Kelly Rowland. Fue lanzado por Columbia Records en colaboración con Music World Entertainment y Sony Music en el tercer trimestre de 2007, comenzando con la mayoría de los europeos territorios el 22 de junio.
El álbum logró un éxito comercial razonable, que debutó en la lista de los diez primeros de Billboard 200, con venta de 86.000 copias en su primera semana. Como consecuencia de ello, Columbia lanzó dos Deluxe reediciones del álbum al año siguiente, que contiene canciones inéditas previamente y remixes.

## Lista de canciones

### Edición estándar
| N.º | Título                     | Escritor(es)                                                                             | Productor(es)                                              | Duración |  |
| 1.  | «Like This» (con Eve)      | Kelly Rowland, Sean Garrett, Eve Jeffers, Polow da Don, Jason Perry, Blac Elvis          | Polow da Don, Sean Garrett, Jason Perry, S-Dot, Blac Elvis | 3:39     |  |
| 2.  | «Comeback»                 | Rowland, Scott Storch, Jason Boyd, Lyndrea Price                                         | Scott Storch, Poo Bear                                     | 3:26     |  |
| 3.  | «Ghetto» (con Snoop Dogg)  | TankDurrell Babbs, Lonny Bereal, Calvin Broadus                                          | Tank                                                       | 2:55     |  |
| 4.  | «Work»                     | Rowland, Storch, Boyd                                                                    | Scott Storch, Poo Bear                                     | 3:28     |  |
| 5.  | «Flashback»                | Rowland, Charles Bereal, Kenneth Bereal, J. Bereal, Huy Nguyen, Britney Jackson          | CKB                                                        | 4:21     |  |
| 6.  | «Every Thought Is You»     | Rowland, Rockwilder, Loren Dawson, J. Bereal, Billy Mann, Huy Nguyen, Shalondra Buckines | Rockwilder, Loren Dawson                                   | 3:56     |  |
| 7.  | «The Show» (con Tank)      | Rowland, Babbs, J. Bereal                                                                | Tank                                                       | 3:36     |  |
| 8.  | «Interlude»                | Rowland, Carsten Schack, Kenneth Karlin, J. Bereal, Mann, Price                          |                                                            | 1:00     |  |
| 9.  | «Still in Love with My Ex» | Rowland, Schack, Karlin, J. Bereal, Mann, Price                                          | Soulshock & Karlin                                         | 3:38     |  |
| 10. | «Love»                     | Slav Vynnytsky, Marc Joseph, Solange Knowles                                             | Mysto & Pizzi                                              | 3:51     |  |
| 11. | «Better Without You»       | C. Bereal, K. Bereal, J. Bereal, Charmelle Cofield                                       | CKB                                                        | 3:57     |  |
| 12. | «This Is Love»             | Billy Mann                                                                               | Billy Mann                                                 | 4:46     |  |

### Ms. Kelly Deluxe
| N.º | Título                           | Escritor(es)                                                                                  | Productor(es)                                              | Duración |  |
| 1.  | «Work» (Freemasons radio edit)   | Rowland, Storch, Boyd                                                                         | Freemasons                                                 | 3:13     |  |
| 2.  | «Daylight» (con Travie McCoy)    | Harold Payne, Bobby Womack                                                                    | S*A*M and Sluggo                                           | 3:30     |  |
| 3.  | «Like This» (con Eve)            | Rowland, Garrett, Jeffers, Jones, Perry, Williams                                             | Polow da Don, Sean Garrett, Jason Perry, S-Dot, Blac Elvis | 3:39     |  |
| 4.  | «Love»                           | Vynnytsky, Joseph, Knowles                                                                    | Mysto & Pizzi                                              | 3:51     |  |
| 5.  | «This Is Love»                   | Mann                                                                                          | Billy Mann                                                 | 4:46     |  |
| 6.  | «Broken»                         | Rowland, Mikkel Storleer Eriksen, Tor Erik Hermansen, Tariano Jackson, J. Bereal, Hugh Atkins | Stargate                                                   | 3:24     |  |
| 7.  | «Better Without You»             | C. Bereal, K. Bereal, J. Bereal, Charmelle Cofield                                            | CKB                                                        | 3:58     |  |
| 8.  | «Every Thought Is You»           | Rowland, Stinson, Dawson, Bereal, Mann, Nguyen, Buckines                                      | Rockwilder, Loren Dawson                                   | 3:56     |  |
| 9.  | «Love Again»                     | J. Bereal, R. Battle, C. Cofield, C. Bereal, C. Jones                                         | CKB                                                        | 3:51     |  |
| 10. | «Unity»                          | Jordan Thorsteinson, Troy Samson, Mike James                                                  | Jeff Dawson                                                | 3:50     |  |
| 11. | «No Man No Cry»                  | Mark J. Feist, Damon Sharpe, Lauren Evans                                                     | Mark J. Feist, Damon Sharpe                                | 3:28     |  |
| 12. | «Daylight» (Joey Negro club mix) |                                                                                               | Joey Negro                                                 | 7:06     |  |
| 13. | «Comeback» (Karmatronic remix)   |                                                                                               | Karmatronic                                                | 6:20     |  |

## Listas
| \| Lista (2007) \| Mejor posición \| \| ---------------------------- \| -------------- \| \| Australian Albums Chart[1] \| 44 \| \| Australian Urban Chart[2] \| 8 \| \| Belgian Albums Chart[3] \| 61 \| \| Canadian Albums Chart[4] \| 64 \| \| Dutch Albums Chart[1] \| 61 \| \| French Albums Chart[1] \| 88 \| \| German Albums Chart[5] \| 80 \| \| Irish Albums Chart[1] \| 46 \| \| Italian Albums Chart[1] \| 47 \| \| Japanese Foreign Charts[6] \| 10 \| \| Swiss Albums Chart[1] \| 38 \| \| UK Albums Chart[1] \| 23 \| \| US Billboard 200[1] \| 6 \| \| US Top R&B/Hip-Hop Albums[7] \| 2 \| |                |
| Lista (2007) | Mejor posición |
| Australian Albums Chart | 44             |
| Australian Urban Chart | 8              |
| Belgian Albums Chart | 61             |
| Canadian Albums Chart | 64             |
| Dutch Albums Chart | 61             |
| French Albums Chart | 88             |
| German Albums Chart | 80             |
| Irish Albums Chart | 46             |
| Italian Albums Chart | 47             |
| Japanese Foreign Charts | 10             |
| Swiss Albums Chart | 38             |
| UK Albums Chart | 23             |
| US Billboard 200 | 6              |
| US Top R&B/Hip-Hop Albums | 2              |